# Никола Поплашен
Никола Поплашен (на сръбски: Никола Поплашен) е 3-ти президент на Република Сръбска (4 ноември 1998 - 6 март 1999), излъчен от Сръбска радикална партия на Република Сръбска. През 2012 година получава наградата „Орден на Република Сръбска“.

## Биография
Никола Поплашен е роден през 1951 година в град Сомбор, Сърбия (СФРЮ).